# Reika Hashimoto
Reika Hashimoto (japanska: 橋本麗香), född den 25 december 1980 i Tokyo, är en japansk fotomodell och skådespelare. Hon har haft modelljobb sedan tioårsåldern och debuten som skådespelare kom 1999 med filmen Hakuchi. Motspelare i debutfilmen var Tadanobu Asano. Hon har sedan dess deltagit i ett flertal japanska såpoperor.

## Filmografi

### Film
- Hakuchi (The Innocent) (1999)
- Jikken Eiga (1999)
- Mōju vs Issunbōshi (2001)
- Hero? Tenshi ni Aeba... (Hero? If I Could Meet an Angel...) (2004)
- Survive Style 5+ (2004)
- Black Kiss (2006)

### TV
- Mokuyō no aidan (Thursday's Ghost Tales) (Fuji Television (Japan), 1996)
- Ren ren dou shuo wo ai ni (人人都说我爱你) (Kina, 2003)
- Jiang shan mei ren (江山美人) (Kina, 2004)
- Xiaying Xianzong (侠影仙踪) (Kina, 2004)
- B-Fighter Kabuto as Sophie Villeneuve/B-Fighter Ageha, (Toei, 1996)
- Wonderful (TBS, 1996)
- PRO－file (TV-Asahi, until 2004)
- She love Gary